# Apartamento de lujo

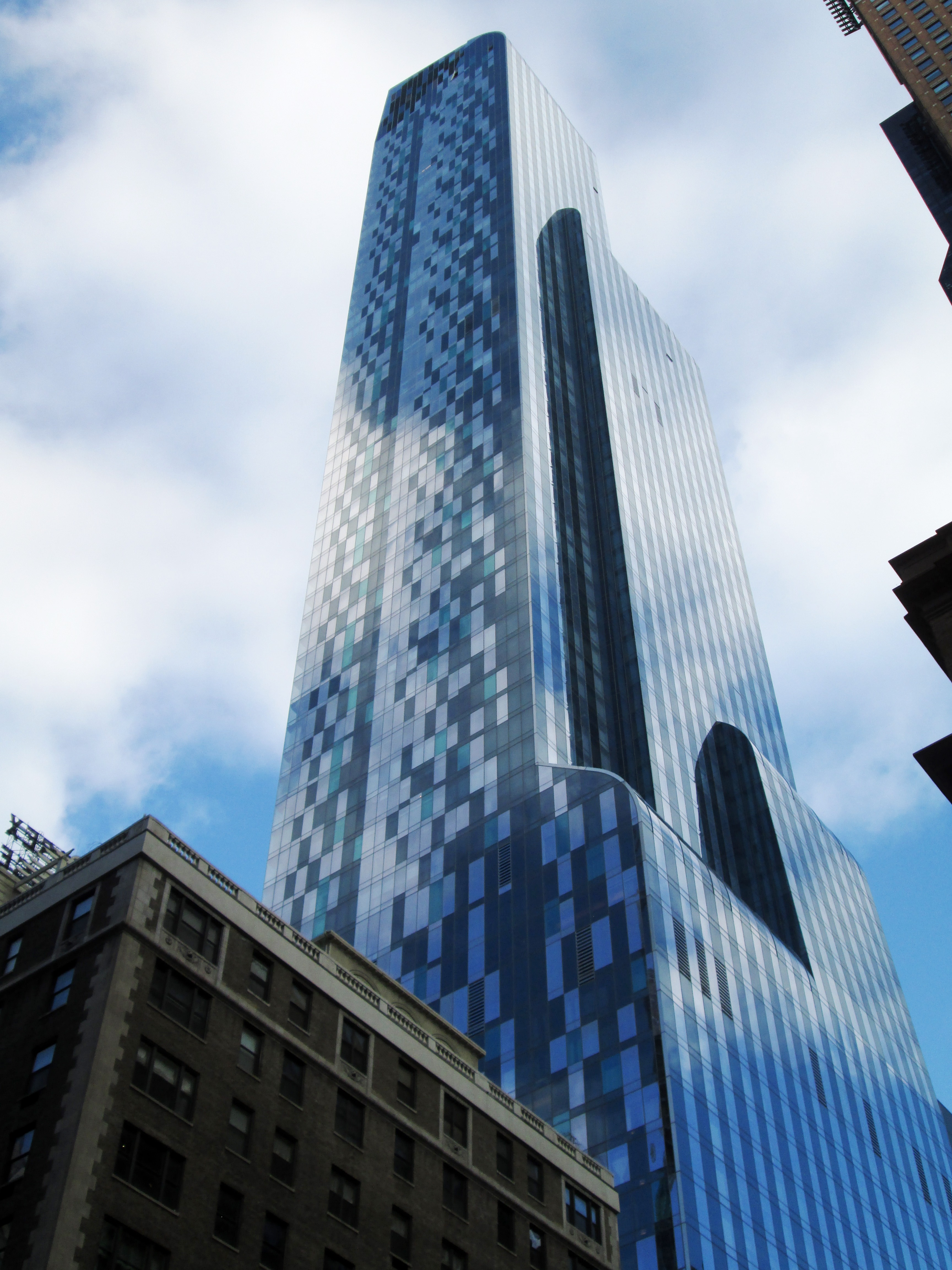
One57, un edificio de apartamentos de ultra lujo construido en Midtown Manhattan.

Un apartamento de lujo es un tipo de apartamento que está destinado a proporcionar a sus ocupantes niveles de comodidad, calidad y conveniencia superiores al promedio. Si bien el término se usa a menudo para describir apartamentos regulares de alto nivel, o incluso apartamentos típicos como una forma de marketing con aspiraciones, un verdadero apartamento de lujo es aquel que se define de diversas maneras como estar en el 10% superior de las transacciones en el mercado, o tener un valor total de más de $ 4-5 millones de dólares estadounidenses, con apartamentos "ultralujosos" valorados en más de 10 millones de dólares. Sin embargo, también puede significar cualquier apartamento con comodidades extra, similares a las de un hotel de lujo. 

## Historia
El término "apartamento de lujo" se utilizó desde la posguerra, aunque su definición era menos grandiosa que en los últimos tiempos. En la década de 1980, por ejemplo, tener un portero en el edificio era suficiente para marcar un apartamento como "lujoso". La competencia para hacer el apartamento más lujoso aumentó debido al crecimiento del Internet, lo que permitió a los compradores potenciales verificar los listados de apartamentos. 

## Ejemplos actuales

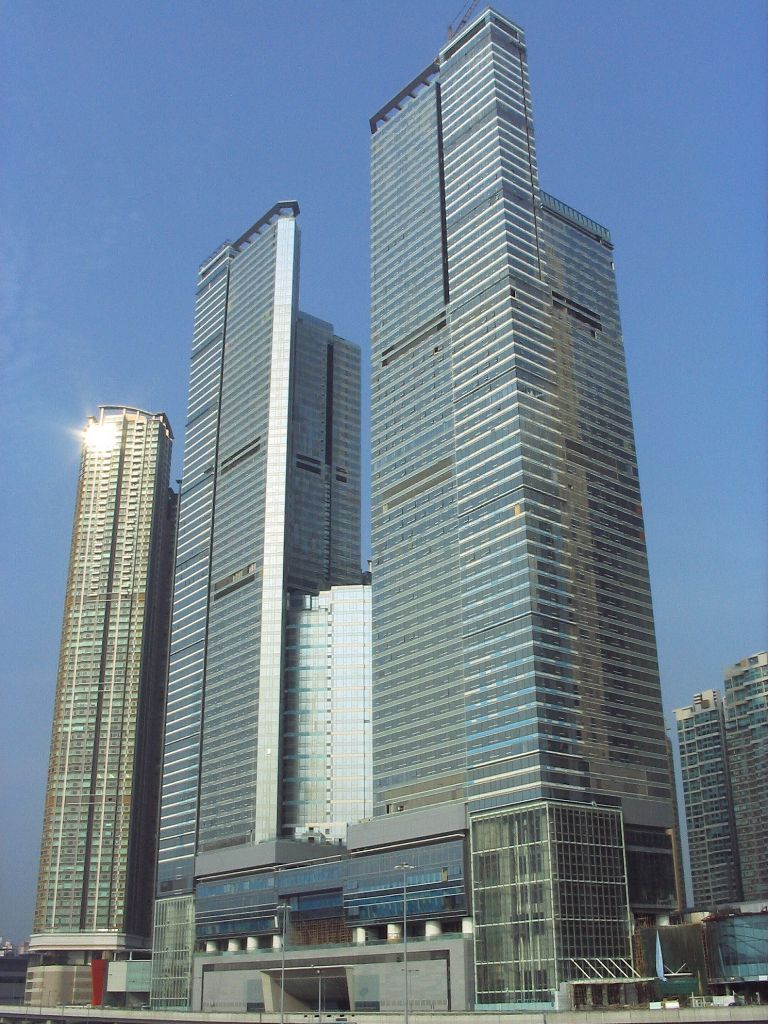
"The Cullinan" es un complejo residencial de lujo en Union Square. Las dos torres se encuentran en primera línea de costa y son los edificios residenciales más altos de Hong Kong, con 68 plantas y 270 metros.

### En los Estados Unidos
En 2016, tres de cada cuatro nuevos edificios de apartamentos en los Estados Unidos eran diseños de lujo dirigidos a compradores de alto nivel. Este auge del lujo se centra en las ciudades estadounidenses de más rápido crecimiento, pero también incluye ciudades más pequeñas y menos densas.  Se ha relacionado con el movimiento de los estadounidenses ricos de los suburbios a las ciudades, también conocido como La Gran Inversión. 

#### En Nueva York
La década de 2010 estuvo marcada por la construcción de muchas nuevas torres de condominios de lujo en la ciudad de Nueva York, que a menudo atrajeron a compradores adinerados en el extranjero, como One57 y Central Park Tower. Billionaire's Row se hizo conocido como la ubicación de muchas de estas torres. Williamsburg, Brooklyn tuvo el aumento de alquiler más alto, con un aumento promedio del 54% entre 2010 y 2019. Los vientos en contra de la economía mundial y los cambios desfavorables en la propiedad y los impuestos de transferencia enfriaron la demanda, lo que provocó un exceso de condominios de lujo sin vender.  A partir de 2019, uno de cada cuatro apartamentos de lujo que se construyeron desde 2013 no se vendió.

#### En Latinoamérica
En muchas grandes ciudades de Latinoamérica, se ha observado el incremento en la construcción de estos edificios; en Norteamérica destacan ciudades como Ciudad de México, en Centroamérica las ciudades de Panamá y Guatemala y  en Sudamérica las ciudades de Bogotá, Buenos Aires, Santiago, entre otras.